# Тібор Лінка
Ті́бор Лі́нка (словац. Tibor Linka, нар. 13 лютого 1995, Шаморін) — словацький спортсмен-веслувальник, що спеціалізується на спринті. У 2014 році оголошений спортсменом року в його рідному місті.

## Участь у міжнародних змаганнях
На Олімпіаді 2016 у Ріо-де-Жанейро Тібор Лінка взяв участь у перегонах байдарок-четвірок на дистанції 1000 м у складі словацької команди, куди окрім нього також входили Деніс Мишак, Ерік Влчек і Юрай Тарр. Словацькі веслувальники виграли срібляні медалі.